# Revolta Galesa
A Revolta Galesa (também chamada de Revolta de Glyndŵr ou Última Guerra da Independência) foi uma rebelião galesa liderada por Owain Glyndŵr contra o Reino da Inglaterra durante o final da Idade Média. Durante o auge da rebelião entre 1403 e 1406, Owain exerceu controle sobre a maioria do País de Gales após capturar vários dos mais poderosos castelos ingleses do país e formou um parlamento nacional em Machynlleth. A revolta foi a última grande manifestação de uma independência galesa antes da anexação do País de Gales à Inglaterra em 1543.
A revolta começou em 1400, quando Owain Glyndŵr, descendente de várias dinastias reais galesas, reivindicou o título de Príncipe de Gales após uma disputa com um lorde inglês vizinho. Em 1404, após uma série de cercos de castelos bem-sucedidos e vitórias no campo de batalha, Owain foi coroado Príncipe de Gales na presença de enviados escoceses, franceses, espanhóis e bretões. Ele convocou um parlamento nacional, onde anunciou planos para reintroduzir as leis galesas tradicionais de Hywel Dda, estabelecer uma igreja galesa independente e construir duas universidades. Owain também formou uma aliança com Carlos VI da França e, em 1405, um exército francês desembarcou no País de Gales para apoiar a rebelião.
No início de 1406, as forças de Owain sofreram derrotas em Grosmont e Usk, no sudeste do País de Gales. Apesar dos sucessos iniciais da rebelião de 1400-1406, os galeses estavam em grande desvantagem numérica e a população galesa cada vez mais exausta por um bloqueio inglês combinado com pilhagem e violência dos exércitos ingleses.
Em 1407, os ingleses haviam recapturado Anglesey e grande parte do sul do País de Gales. Em 1408, eles tomaram o Castelo de Aberystwyth, seguido pelo Castelo de Harlech em fevereiro de 1409, encerrando efetivamente o domínio territorial de Owain, embora o próprio Owain nunca tenha sido capturado ou morto. Ele ignorou duas ofertas de perdão do novo rei Henrique V e a resistência galesa continuou em pequenos bolsões do país por vários anos, utilizando táticas de guerrilha. Owain desapareceu em 1415, quando foi registrada sua morte. Seu filho, Maredudd ab Owain, aceitou o perdão do rei Henrique V em 1421, encerrando formalmente a rebelião.

## História

### A queda de Ricardo II
Na última década do século 14, Ricardo II da Inglaterra lançou um plano ousado para consolidar seu domínio sobre seu reino e quebrar o poder dos magnatas que constantemente ameaçavam sua autoridade. Como parte desse plano, Richard começou a mudar sua base de poder do sudeste e de Londres para o condado de Cheshire e sistematicamente construiu seu poder nas proximidades do País de Gales. O País de Gales era governado por uma colcha de retalhos de estados feudais semi-autônomos, bispados, condados e territórios sob domínio real direto. Ricardo eliminou seus rivais e tomou suas terras ou as deu a seus favoritos. Ao fazer isso, ele levantou toda uma classe de galeses para preencher os novos cargos criados em seus novos feudos . Para essas pessoas, os últimos anos do reinado de Ricardo II foram cheios de oportunidades. Para os magnatas ingleses, era mais um sinal de que Ricardo estava perigosamente fora de controle. 
Em 1399, o exilado Henrique IV, herdeiro do Ducado de Lencastre, voltou para reclamar suas terras. Henrique levantou um exército e marchou ao encontro do rei.  Ricardo voltou apressado da Irlanda para o País de Gales para lidar com Bolingbroke, mas foi preso por Henry Percy, 1º Conde de Northumberland quando estava a caminho do Castelo de Conwy para encontrar Bolingbroke no Castelo de Flint, supostamente para discutir a restituição dos bens de Henrique. terras. Richard foi preso na cidade fronteiriça inglesa de Chester antes de ser levado para Londres. O Parlamento rapidamente nomeou Henry Bolingbroke regente e depois rei. Richard morreu no Castelo de Pontefract, logo após o fracassado Epiphany Rising dos nobres ingleses em janeiro de 1400, mas sua morte não foi conhecida por algum tempo. No País de Gales, pessoas como Owain Glyndŵr foram convidadas pela primeira vez na vida a decidir sua lealdade. Os galeses geralmente apoiavam o rei Ricardo,  </link> que havia sucedido seu pai, Eduardo, o Príncipe Negro, como Príncipe de Gales. Com Richard removido, as oportunidades de progresso para o povo galês tornaram-se mais limitadas. Muitos galeses parecem não ter certeza de onde isso os deixou e de seu futuro. 
Por algum tempo, os partidários do rei deposto permaneceram à solta. Em 10 de janeiro de 1400, uma grave desordem civil estourou em Chester em apoio ao Levante da Epifania. Uma atmosfera de desordem estava se formando ao longo da fronteira anglo-galesa.

### A disputa entre Owain Glyndŵr e de Gray
A revolta teria começado como uma discussão com o vizinho inglês de Owain Glyndŵr.  Sucessivos detentores do título de Barão Gray de Ruthyn de Dyffryn Clwyd eram proprietários de terras ingleses no País de Gales. Glyndŵr estava envolvido em uma longa disputa de terras com eles.  Ele parece ter apelado ao Parlamento (embora não esteja claro qual deles) para resolver a questão, com os tribunais do rei Ricardo decidindo a seu favor. Reginald Gray, 3º Barão Gray de Ruthyn - leal ao novo rei - parece ter usado sua influência para anular essa decisão. Owain Glyndŵr possivelmente teve seu recurso rejeitado.  Outra história é que de Gray reteve deliberadamente uma convocação real para Glyndŵr se juntar à campanha escocesa do novo rei em agosto de 1400. Tecnicamente, como inquilino-chefe do rei inglês, Glyndŵr era obrigado a fornecer tropas, como havia feito no passado.   Ao não responder à convocação oculta, ele parece, talvez involuntariamente, ter incorrido na ira de Henrique.

## A Revolta Galesa, 1400-15

Gales durante a Revolta (1400–1415).

Em 16 de setembro de 1400, Owain atuou e foi proclamado Príncipe de Gales por um pequeno grupo de seguidores   que incluía seu filho mais velho, seus cunhados e o reitor de St Asaph. Esta foi uma declaração revolucionária em si. Os homens de Owain se espalharam rapidamente pelo nordeste do País de Gales. Em 18 de setembro, a cidade de Ruthin e a fortaleza de De Grey no Castelo de Ruthin foram atacadas. Denbigh, Rhuddlan, Flint, Hawarden e Holt seguiram rapidamente depois. Em 22 de setembro, a cidade de Oswestry foi seriamente danificada pelo ataque de Owain. Em 23 de setembro, Owain estava se movendo para o sul, atacando o Castelo de Powis e saqueando Welshpool. 
Mais ou menos na mesma época, os irmãos Tudur de Anglesey lançaram uma guerra de guerrilha contra os ingleses. Os Tudors de Penmynydd eram uma família proeminente de Anglesey, intimamente associada ao rei Ricardo II. Gwilym ap Tudur e Rhys ap Tudur eram ambos líderes militares de um contingente de soldados recrutados em 1396 para proteger o norte de Gales contra qualquer invasão francesa. Eles se juntaram ao rei em sua expedição militar à Irlanda em 1398. Quando Glyndŵr anunciou sua revolta, Rhys, Gwilym e seu terceiro irmão, Maredudd ap Tudur, juraram lealdade abertamente; eles eram primos de Glyndŵr por parte de mãe. 
O rei Henrique IV, voltando da invasão da Escócia, voltou seu exército para o País de Gales. Em 26 de setembro, ele estava em Shrewsbury pronto para invadir o País de Gales. Em uma campanha relâmpago, Henry liderou seu exército ao redor do norte de Gales. Ele foi assediado constantemente pelo mau tempo e pelos ataques dos guerrilheiros galeses.  Quando ele chegou a Anglesey, ele assolou a ilha, queimando aldeias e mosteiros, incluindo o Mosteiro de Llanfaes perto de Bangor, Gwynedd.  Este foi o cemitério histórico da família Tudor.  Rhys ap Tudur liderou uma emboscada contra as forças do rei em um lugar chamado Rhos Fawr ("o Grande Mouro").  Após o noivado, os ingleses fugiram de volta para a segurança do Castelo de Beaumaris.  Em 15 de outubro, Henry estava de volta a Shrewsbury, onde libertou alguns prisioneiros, e dois dias depois a Worcester com pouco para mostrar por seus esforços. 

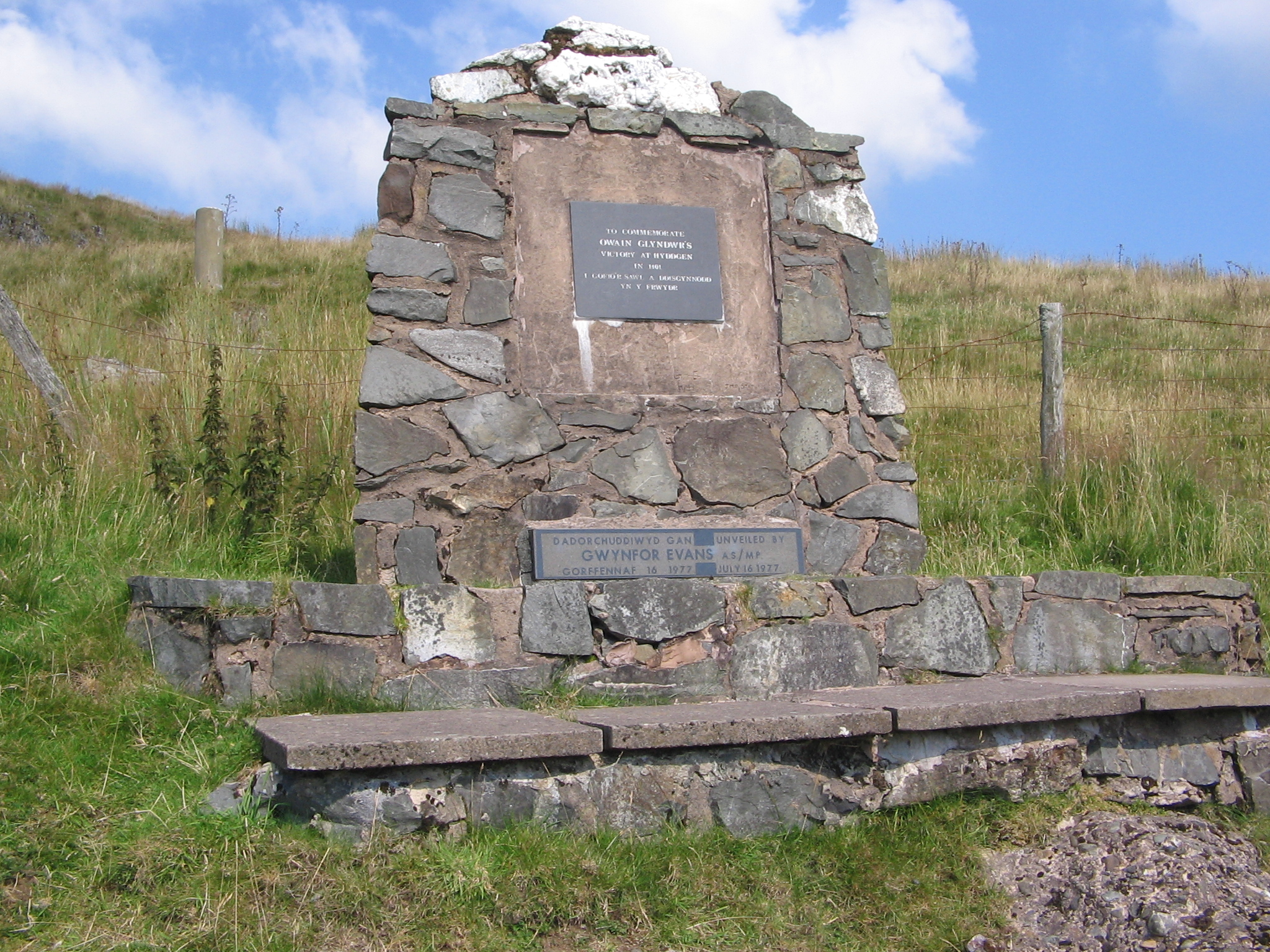
Memorial aos mortos na Batalha de Mynydd Hyddgen

Em 1401, a revolta começou a se espalhar. Grande parte do norte e centro do País de Gales passou para Owain. Vários ataques foram registrados em cidades, castelos e mansões ingleses em todo o norte. Mesmo no sul, em Brecon e Gwent, começaram a surgir relatos de banditismo e ilegalidade. O rei Henrique nomeou Henry "Hotspur" Percy - o filho guerreiro do poderoso conde de Northumberland - para colocar o país em ordem.  Uma anistia foi emitida em março, aplicando-se a todos os rebeldes, com exceção de Owain e seus primos, Rhys e Gwilym ap Tudur. 
A maior parte do país concordou em pagar todos os impostos habituais, mas os Tudurs sabiam que precisavam de uma moeda de troca se quisessem acabar com a terrível ameaça que pairava sobre eles. Eles decidiram capturar o grande castelo de Eduardo I em Conwy. Embora a guarnição do Castelo de Conwy somasse apenas quinze homens de armas e sessenta arqueiros, ela era bem abastecida e facilmente reforçada pelo mar; e, de qualquer forma, os Tudurs tinham apenas quarenta homens. Na Sexta-feira Santa, 1º de abril, todos menos cinco da guarnição estavam na pequena igreja da cidade quando um carpinteiro apareceu no portão do castelo, que, de acordo com o Chronicon de Adam of Usk, "fingiu vir para seu trabalho habitual" . Uma vez lá dentro, o carpinteiro galês atacou os dois guardas e abriu o portão para permitir a entrada dos rebeldes.  Quando Percy chegou de Denbigh com 120 homens de armas e 300 arqueiros, ele sabia que seria preciso muito mais para entrar em uma fortaleza tão formidável e foi forçado a negociar.  Chegou-se a um acordo que teria resultado em perdões concedidos, mas em 20 de abril o rei anulou a decisão local de Percy. Foi só quando Gwilym ap Tudur começou a escrever diretamente ao rei que um acordo foi alcançado em 24 de junho.  No entanto, isso foi feito com a condição de que nove dos defensores fossem entregues à justiça. 
Owain também obteve sua primeira grande vitória em campo em maio ou junho, em Mynydd Hyddgen perto de Pumlumon. Owain e seu exército de algumas centenas estavam acampados no fundo do Vale Hyddgen quando cerca de 1.500 colonos ingleses e flamengos de Pembrokeshire ("pequena Inglaterra além do País de Gales") os atacaram. Owain reuniu seu exército muito menor e lutou, supostamente matando 200.  A situação era suficientemente séria para o rei reunir outra expedição punitiva. Desta vez, ele atacou em outubro no centro do País de Gales. De Shrewsbury e do Castelo de Hereford, as forças de Henrique IV passaram por Powys em direção à Abadia de Strata Florida. A casa cisterciense era conhecida por simpatizar com Owain, e Henrique pretendia lembrá-los de sua lealdade e impedir que a revolta se espalhasse mais ao sul. Depois de muito assédio pelas forças de Owain, ele chegou à abadia. Henry não estava com disposição para ser misericordioso. Seu exército destruiu parcialmente a abadia e executou um monge suspeito de portar armas contra ele. No entanto, ele falhou em enfrentar as forças de Owain em grandes números. As forças de Owain o assediaram e se envolveram em táticas de ataque e fuga em sua cadeia de suprimentos, mas se recusaram a lutar abertamente. O exército de Henrique foi forçado a recuar. Eles chegaram a Worcester em 28 de outubro de 1401  com pouco a reclamar por seus esforços. O ano terminou com a Batalha de Tuthill, uma batalha inconclusiva travada durante o cerco de Owain ao Castelo de Caernarfon em 2 de novembro de 1401. Os ingleses perceberam que, se a revolta prosperasse, inevitavelmente atrairia partidários insatisfeitos do deposto rei Ricardo, cujos rumores de sobrevivência circulavam amplamente. Eles estavam preocupados com o potencial de insatisfação em Cheshire e cada vez mais preocupados com as notícias do norte de Gales. Hotspur reclamou que não estava recebendo apoio suficiente do rei e que a política repressiva de Henrique estava apenas encorajando a revolta. Ele argumentou que a negociação e o compromisso poderiam persuadir Owain a encerrar sua revolta. Na verdade, já em 1401, Hotspur pode ter estado em negociações secretas com Owain e outros líderes da revolta para tentar negociar um acordo. 

### Leis anti-galesas
Os principais apoiadores de Lancaster não aceitariam nada disso. Eles contra-atacaram com a legislação antigalesa, as Leis Penais contra o País de Gales 1402, que foram projetadas para estabelecer o domínio inglês no País de Gales.   As leis incluíam a proibição de qualquer galês de comprar terras na Inglaterra, de ocupar qualquer cargo público sênior no País de Gales, de portar armas e de manter qualquer castelo ou defender qualquer casa; nenhuma criança galesa deveria ser educada ou aprendiz de qualquer ofício, nenhum inglês poderia ser condenado em qualquer ação movida por um galês, galeses deveriam ser severamente penalizados ao se casar com mulheres inglesas, qualquer inglês que se casasse com uma mulher galesa era privado de direitos e todas as assembléias públicas foi proibido.  Essas leis enviaram uma mensagem a qualquer um daqueles que hesitavam de que os ingleses viam todos os galeses com igual suspeita. Muitos galeses que tentaram promover suas carreiras no serviço inglês agora se sentiam empurrados para a rebelião quando o meio-termo entre Owain e Henry desapareceu.

### A revolta se espalha

Estandarte de Glyndwr

No mesmo ano, 1402, Owain capturou seu arquiinimigo, Reynald ou Reginald Gray, 3º Barão Gray de Ruthyn em uma emboscada no final de janeiro ou início de fevereiro em Ruthin.  Ele o segurou por um ano até receber um resgate substancial do rei Henrique. Em junho de 1402, as forças de Owain encontraram um exército liderado por Sir Edmund Mortimer, tio do Conde de March, em Bryn Glas, no centro de Gales. O exército de Mortimer foi duramente derrotado e Mortimer foi capturado. É relatado que as mulheres galesas seguindo o exército de Owain mataram os soldados ingleses feridos e mutilaram os corpos dos mortos, supostamente em vingança por saques e estupros pelos soldados ingleses no ano anterior. Glyndŵr se ofereceu para libertar Mortimer por um grande resgate, mas Henrique IV se recusou a pagar. Pode-se dizer que Mortimer tinha mais direito ao trono inglês do que ele, então sua libertação rápida não era uma opção. Em resposta, Sir Edmund negociou uma aliança com Owain e casou-se com uma das filhas de Owain, Catrin. 

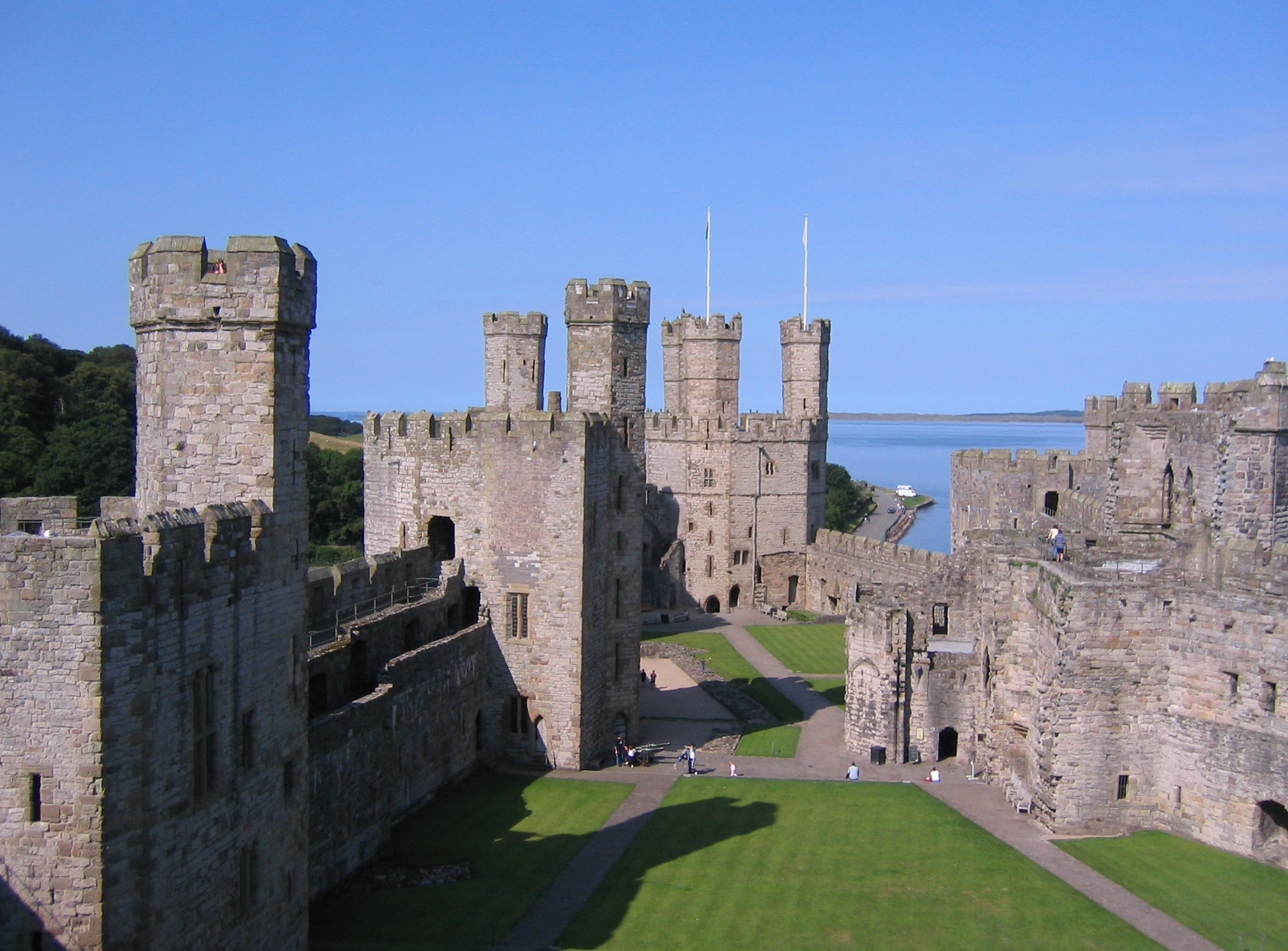
A ala do Castelo de Caernarfon, sitiada por Glyndŵr em 1403, mostrando (da esquerda para a direita) a Torre Negra, a Torre do Chamberlain e a Torre da Águia.

Em 1403, a revolta tornou-se verdadeiramente nacional no País de Gales. Owain avançou para o oeste e para o sul. Recriando a campanha de Llywelyn, o Grande, no oeste, Owain marchou pelo vale de Tywi. Vila após vila se levantou para se juntar a ele. Mansões e castelos ingleses caíram ou seus habitantes se renderam. Finalmente, Carmarthen, uma das principais bases de poder inglesas no oeste, caiu e foi ocupada por Owain. Owain então se virou e atacou Glamorgan e Gwent. O Castelo de Abergavenny foi atacado e a cidade murada incendiada. Owain avançou pelo vale do rio Usk até a costa, queimando Usk e tomando o Castelo de Cardiff e o castelo de Newport. Funcionários reais relataram que estudantes galeses da Universidade de Oxford estavam deixando seus estudos para Owain e trabalhadores e artesãos galeses estavam abandonando seus empregadores na Inglaterra e retornando ao País de Gales em massa.
No norte do País de Gales, os partidários de Owain lançaram um novo ataque ao Castelo de Caernarfon (desta vez com apoio francês) e quase o capturaram.  Em resposta, Henrique de Monmouth (filho de Henrique IV e futuro Henrique V) atacou e queimou as casas de Owain em Glyndyfrdwy e Sycharth. Em 10 de julho de 1403, Hotspur se declarou contra o rei, desafiando o direito de seu primo Henrique ao trono e levantando seu estandarte em revolta em Cheshire em Chester, um bastião de apoio ao rei Ricardo II. Henry de Monmouth, então com apenas 16 anos, virou para o norte para encontrar Hotspur. Em 21 de julho, Henry chegou a Shrewsbury pouco antes de Hotspur, forçando o exército rebelde a acampar fora da cidade. Henry forçou a batalha antes que o conde de Northumberland também conseguisse chegar a Shrewsbury. Assim, em 22 de julho, Henrique pôde lutar antes que toda a força dos rebeldes estivesse presente e em um terreno de sua própria escolha. A batalha durou o dia todo, o príncipe Henrique foi gravemente ferido no rosto por uma flecha, mas continuou a lutar ao lado de seus homens. Quando se ouviu o grito de que Hotspur havia caído, a resistência dos rebeldes começou a vacilar e desmoronar. No final do dia, Hotspur estava morto e sua rebelião acabou. Mais de 300 cavaleiros morreram e até 20.000 homens foram mortos ou feridos.
No verão de 1404, Owain capturou e guarneceu os grandes castelos ocidentais de Harlech e Aberystwyth. Ansioso para demonstrar sua seriedade como governante, ele manteve a corte em Harlech e nomeou o hábil e brilhante Gruffydd Young como seu chanceler. Logo depois, Adam de Usk disse que ele convocou seu primeiro Parlamento (ou mais propriamente uma Cynulliad ou "reunião" ) de todo o País de Gales em Machynlleth, onde foi coroado Príncipe de Gales. Clérigos seniores e membros importantes da sociedade afluíam ao seu estandarte. A resistência inglesa foi reduzida a alguns castelos isolados, cidades muradas e casas senhoriais fortificadas.

### Escritura Tripartida e o Ano dos Franceses

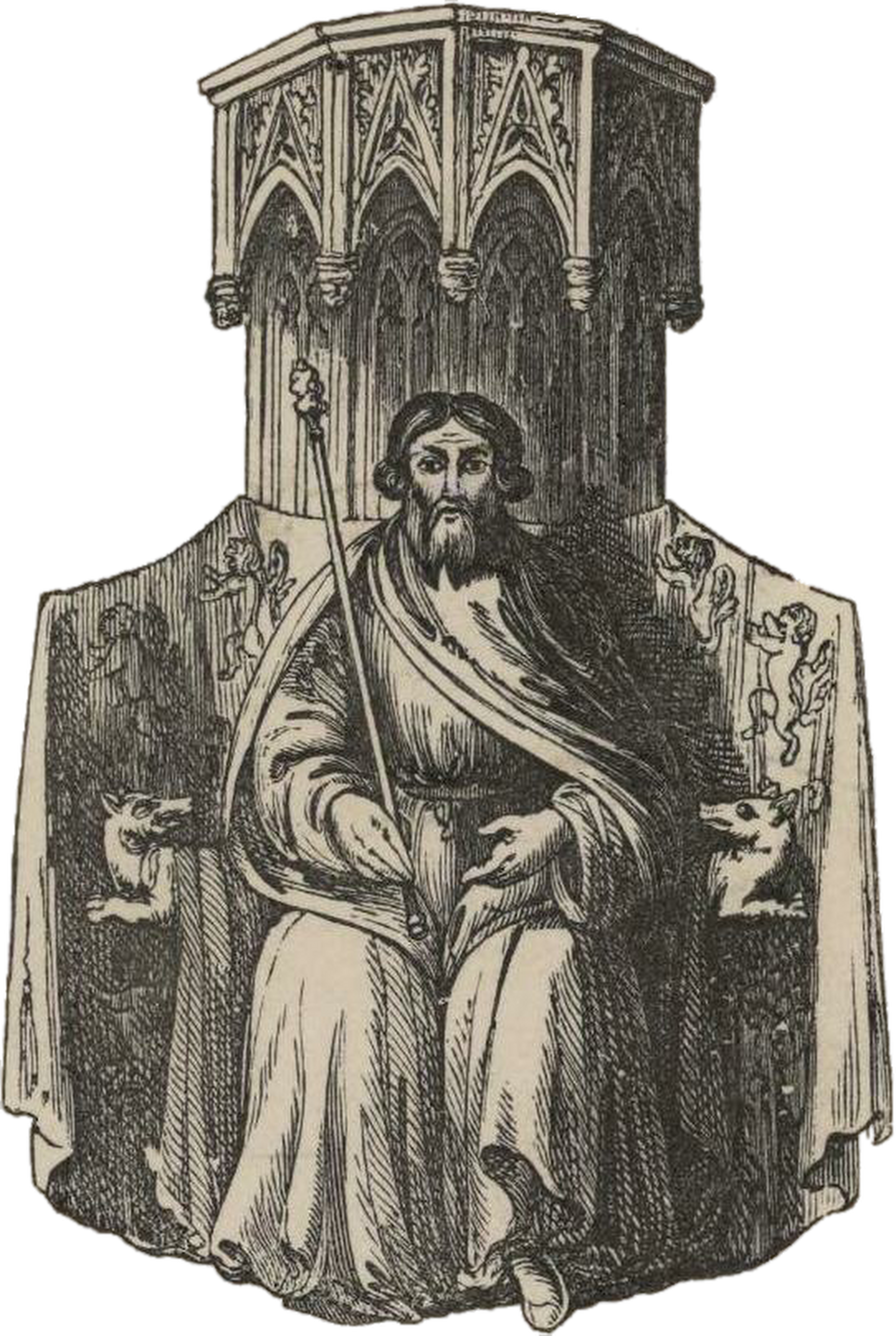
Retrato de Glyndŵr, tirado de seu Grande Selo como Príncipe de Gales

Owain demonstrou seu novo status negociando a "Escritura Tripartida" em fevereiro de 1405 com Edmund Mortimer e Henry Percy, o 1º Conde de Northumberland.  A Escritura concordou em dividir a Inglaterra e o País de Gales entre os três. O País de Gales se estenderia até os rios Severn e Mersey, incluindo a maior parte de Cheshire, Shropshire e Herefordshire. Os Mortimer Lords of March tomariam todo o sul e oeste da Inglaterra e Thomas Percy, 1º Conde de Worcester, tomaria o norte da Inglaterra. As comunidades inglesas locais em Shropshire, Herefordshire e Montgomeryshire haviam cessado a resistência ativa e estavam fazendo seus próprios tratados com os rebeldes. Corria o boato de que antigos aliados de Ricardo II estavam enviando dinheiro e armas para os galeses e os cistercienses e franciscanos estavam canalizando fundos para apoiar a rebelião. Além disso, a rebelião de Percy ainda era viável; mesmo após a derrota do Arcebispo Scrope de Percy em maio. Na verdade, a rebelião de Percy não terminaria até 1408, quando o xerife de Yorkshire derrotou Henry Percy, conde de Northumberland em Bramham Moor. Owain estava capitalizando a situação política para fazer o melhor negócio possível.
As coisas também estavam melhorando no front internacional. Embora as negociações com os Lordes da Irlanda não tivessem sucesso, Owain tinha motivos para esperar que os franceses e os bretões fossem mais receptivos. Em maio de 1404, Owain despachou Gruffydd Young e seu cunhado, John Hanmer, para a França para negociar um tratado com os franceses. O resultado foi um tratado formal que prometia ajuda francesa a Owain e aos galeses. Forças conjuntas galesas e franco-bretãs já haviam atacado e sitiado o Castelo de Kidwelly em novembro de 1403.  Os galeses também podiam contar com ajuda semioficial da Bretanha (que era vassalo da França na época) e da então independente Escócia. 

### A rebelião fracassa
Em 1406, ele anunciou seu programa nacional. Ele declarou sua visão de um estado galês independente com um parlamento e uma igreja galesa separada. Haveria duas universidades nacionais (uma no sul e outra no norte) e retornaria à lei tradicional de Hywel Dda.  A essa altura, a maioria das forças francesas havia se retirado depois que a política mudou em Paris para o partido da paz. Mesmo a chamada "Carta Penal" de Owain, na qual ele prometeu a Carlos VI da França e ao Antipapa Bento XIII mudar a lealdade da Igreja galesa de Roma para Avinhão, não produziu efeito. O momento havia passado.
Havia outros sinais de que a revolta estava encontrando problemas. No início do ano, as forças de Owain sofreram derrotas em Grosmont e Usk na Batalha de Pwll Melyn. Embora seja muito difícil entender o que aconteceu nessas duas batalhas, parece que Henry de Monmouth ou possivelmente Sir John Talbot derrotou substanciais grupos de invasores galeses liderados por Rhys Gethin ("Swarthy Rhys") e o filho mais velho de Owain, Gruffudd ab Owain Glyndŵr. A data exata e a ordem dessas batalhas estão sujeitas a disputa. No entanto, eles podem ter resultado na morte de Rhys Gethin em Grosmont e do irmão de Owain, Tudur, em Usk e na captura de Gruffudd. Gruffudd foi enviado para a Torre de Londres e depois de seis anos morreu na prisão. O rei Henrique também mostrou que os ingleses estavam engajados em táticas cada vez mais implacáveis. Adam de Usk diz que após a Batalha de Pwll Melyn perto de Usk, o rei Henrique mandou decapitar trezentos prisioneiros em frente ao Castelo de Usk. John ap Hywel, abade do vizinho mosteiro cisterciense de Llantarnam, foi morto durante a Batalha de Usk enquanto ministrava aos moribundos e feridos de ambos os lados. Mais sério para a rebelião, as forças inglesas desembarcaram em Anglesey vindas da Irlanda. No ano seguinte, eles empurrariam gradualmente os galeses para trás até que a resistência em Anglesey terminasse formalmente no final de 1406.
Ao mesmo tempo, os ingleses adotavam uma estratégia diferente. Em vez de se concentrar em expedições punitivas favorecidas por seu pai, o jovem Henrique de Monmouth adotou uma estratégia de bloqueio econômico. Usando os castelos que permaneceram sob controle inglês, ele gradualmente começou a retomar o País de Gales enquanto cortava o comércio e o fornecimento de armas. Em 1407, essa estratégia estava começando a dar frutos. Em março, 1.000 homens de todo Flintshire compareceram perante o Chefe de Justiça do condado e concordaram em pagar uma multa comunitária por sua adesão a Glyndŵr. Gradualmente, o mesmo padrão foi repetido em todo o país. Em julho, o senhorio do nordeste do Conde de Arundel em torno de Oswestry e Clun se submeteu. Um por um, os senhorios começaram a se render. Em meados do verão, o castelo de Owain em Aberystwyth estava sob cerco. Naquele outono, o Castelo de Aberystwyth se rendeu. Em 1409 foi a vez do Castelo de Harlech. Enviados desesperados de última hora foram enviados aos franceses em busca de ajuda. Não houve resposta. Gruffydd Young foi enviado à Escócia para tentar coordenar a ação, mas também não deu em nada. O Castelo de Harlech caiu em 1409. Edmund Mortimer morreu na batalha final e a esposa de Owain, Margaret, junto com duas de suas filhas (incluindo Catrin) e três de suas netas Mortimer foram feitas prisioneiras e encarceradas na Torre de Londres. Todos morreriam na Torre antes de 1415.

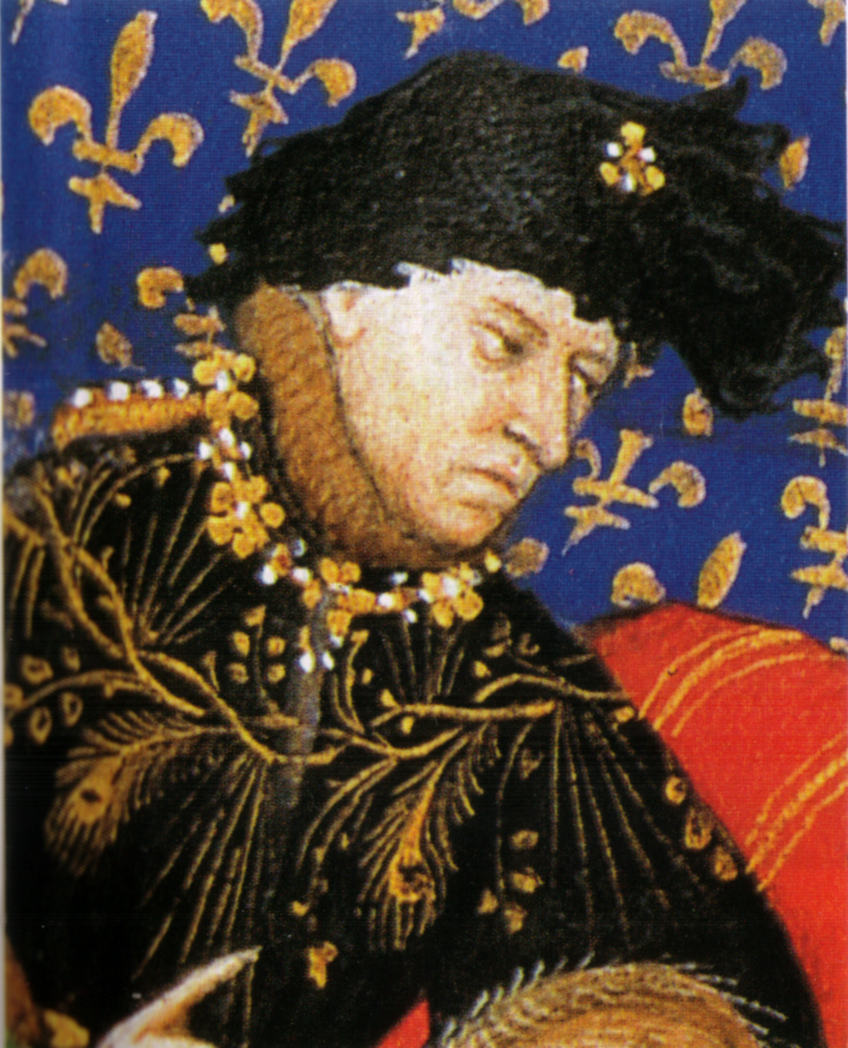
Carlos VI da França não continuou a apoiar a revolta de Glyndŵr

Owain permaneceu livre, mas agora ele era um líder guerrilheiro caçado. A revolta continuou a engasgar. Em 1410, Owain preparou seus partidários para um último ataque às profundezas de Shropshire. Muitos de seus comandantes mais leais estavam presentes. Pode ter sido um último ataque suicida desesperado. Qualquer que fosse a intenção, o ataque deu terrivelmente errado e muitas das principais figuras ainda à solta foram capturadas. Rhys Ddu ("Black Rhys") de Cardigan, um dos comandantes mais fiéis de Owain, foi capturado e levado a Londres para execução. Uma crônica da época afirma que Rhys Ddu foi: "... colocado em um obstáculo e então arrastado para Tyburn através da cidade e lá foi enforcado e solto novamente. Sua cabeça foi decepada e seu corpo esquartejado e enviado para quatro cidades e sua cabeça colocada na Ponte de Londres." Philip Scudamore e Rhys ap Tudur também foram decapitados e suas cabeças expostas em Shrewsbury e Chester (sem dúvida para desencorajar quaisquer outros pensamentos de rebelião).
Em 1412, Owain capturou e mais tarde resgatou um importante apoiador galês do rei Henrique, Dafydd Gam ("David Torto"), em uma emboscada em Brecon. Estes foram os últimos flashes da revolta. Esta foi a última vez que Owain foi visto vivo por seus inimigos. Ainda em 1414, havia rumores de que o líder lolardo baseado em Herefordshire, Sir John Oldcastle, estava se comunicando com Owain e reforços foram enviados para os principais castelos no norte e no sul. Bandidos e bandidos que sobraram da rebelião ainda estavam ativos em Snowdonia.
Mas a essa altura as coisas estavam mudando. O rei Henrique IV morreu em 1413 e seu filho, o rei Henrique V, começou a adotar uma atitude mais conciliatória com os galeses. Perdões reais foram oferecidos aos principais líderes da revolta e outros oponentes do regime de seu pai. Num gesto simbólico e piedoso, o corpo do deposto Rei Ricardo II foi enterrado na Abadia de Westminster. Em 1415, Henrique V ofereceu um perdão a Owain, enquanto se preparava para a guerra com a França. Há evidências de que o novo rei Henrique V estava em negociações com o filho de Owain, Maredudd ab Owain Glyndŵr, mas não deu em nada. Em 1416, o próprio Maredudd recebeu uma oferta de perdão, mas recusou. Talvez seu pai, Owain, ainda estivesse vivo e ele não quisesse aceitá-lo enquanto vivesse. Ele finalmente aceitou um perdão real em 8 de abril de 1421, sugerindo que Owain Glyndŵr estava finalmente morto.  Há algumas evidências que sugerem, na poesia do Bardo galês  Llawdden, por exemplo, que alguns obstinados continuaram a lutar mesmo depois de 1421 sob a liderança do genro de Owain, Phylib ap Rhys.
Os Anais de Owain Glyndwr (Panton MS. 22) terminam no ano de 1422. A última entrada sobre o príncipe diz: 

1415 - Owain se escondeu no Dia de São Mateus na Colheita (21 de setembro) e, a partir de então, seu esconderijo era desconhecido. Muitos disseram que ele morreu; os videntes sustentam que não.
A data de sua morte permanece incerta, mas o consenso provisório é que ele pode ter morrido em 1415. 

## As consequências da rebelião no País de Gales
Em 1415, o domínio inglês completo foi devolvido ao País de Gales. Os principais rebeldes foram mortos, presos ou empobrecidos por meio de multas maciças. Dificilmente uma paróquia ou família no País de Gales, inglesa ou galesa, não foi afetada de alguma forma. O custo em perda de vidas, perda de meios de subsistência e destruição física foi enorme. O País de Gales, já um país pobre na fronteira com a Inglaterra, foi ainda mais empobrecido pela pilhagem, bloqueio econômico e multas comunais. Relatos de viajantes falam de castelos em ruínas, como o Castelo de Montgomery e abadias como Strata Florida Abbey e Abbeycwmhir. A grama cresceu nas praças do mercado de muitas cidades, como Oswestry e o comércio galês quase parou. A terra que antes era produtiva era agora um terreno baldio vazio, sem inquilinos para trabalhar na terra. Ainda em 1492, um oficial real na planície de Glamorgan ainda citava a devastação causada pela revolta como a razão pela qual ele não conseguiu entregar as receitas prometidas ao rei. 
Muitas famílias proeminentes foram arruinadas. Em 1411, John Hanmer alegou pobreza como o motivo de não poder pagar as multas que lhe foram impostas. Os Tudors não dominavam mais Anglesey e o noroeste do País de Gales como haviam feito no final do século XIV. A família parecia acabada até que o terceiro irmão Tudor, Maredudd, foi para Londres e estabeleceu um novo destino para eles. Outros eventualmente se renderam e fizeram as pazes com a nova ordem. Henry Dwn que, com os franceses e bretões, sitiou o Castelo de Kidwelly em 1403 e 1404 fez as pazes e aceitou uma multa. De alguma forma, ele evitou pagar um centavo. Por muitos anos após sua rendição e apesar das proscrições oficiais, ele abrigou rebeldes em fuga, cobrou multas de 200 indivíduos que não o apoiaram, percorreu o condado com sua comitiva e até planejou o assassinato da justiça do rei. </link> No entanto, seu neto lutou ao lado de Henrique V em 1415 na Batalha de Agincourt. Outros não se encaixavam na nova ordem. Um número desconhecido de partidários de Owain foi para o exílio. Henry Gwyn  - herdeiro do substancial senhorio de Llansteffan - deixou o País de Gales para sempre e morreria a serviço de Carlos VI da França enfrentando seus antigos camaradas na Batalha de Agincourt. Gruffydd Young foi outro exilado permanente. Em 1415 ele estava em Paris. Ele viveria mais 20 anos sendo o primeiro bispo de Ross na Escócia e depois bispo titular de Hipona no norte da África. 
Uma série de leis penais foram postas em prática, com o objetivo de evitar novas revoltas. Estes permaneceram até o reinado de Henrique VII da Inglaterra;  também conhecido como Henry Tudor, ele era descendente dos Tudors de Penmynydd e era parcialmente galês.  Até então, os galeses eram impedidos de manter propriedades ou terras dentro dos distritos galeses, eram proibidos de servir em júris, não podiam se casar com os ingleses e eram impedidos de ocupar qualquer cargo da coroa. Além disso, na prática jurídica, uma declaração de um galês não poderia ser usada como prova para implicar um inglês no tribunal.  No entanto, houve várias ocasiões em que os galeses receberam o status legal de ingleses, como Edmund e Jasper Tudor, os meio-irmãos de Henrique VI da Inglaterra. No entanto, o pai dos irmãos Tudor, Owen Tudor, foi preso porque havia se casado com a rainha-viúva, Catarina de Valois, em segredo.   Henrique VI cuidou de sua libertação e inclusão na Casa Real. 
A revolta foi a última grande manifestação de um movimento de independência galesa antes da anexação do País de Gales à Inglaterra pelas Leis do País de Gales de 1535–1542.  Os Atos foram aprovados durante o reinado do rei Henrique VIII da Inglaterra, da dinastia Tudor, e entraram em vigor em 1543. 